# Strophipogon bromleyi
Strophipogon bromleyi là một loài ruồi trong họ Asilidae. Strophipogon bromleyi được Hull miêu tả năm 1958. Loài này phân bố ở miền Ấn Độ - Mã Lai.